# E804

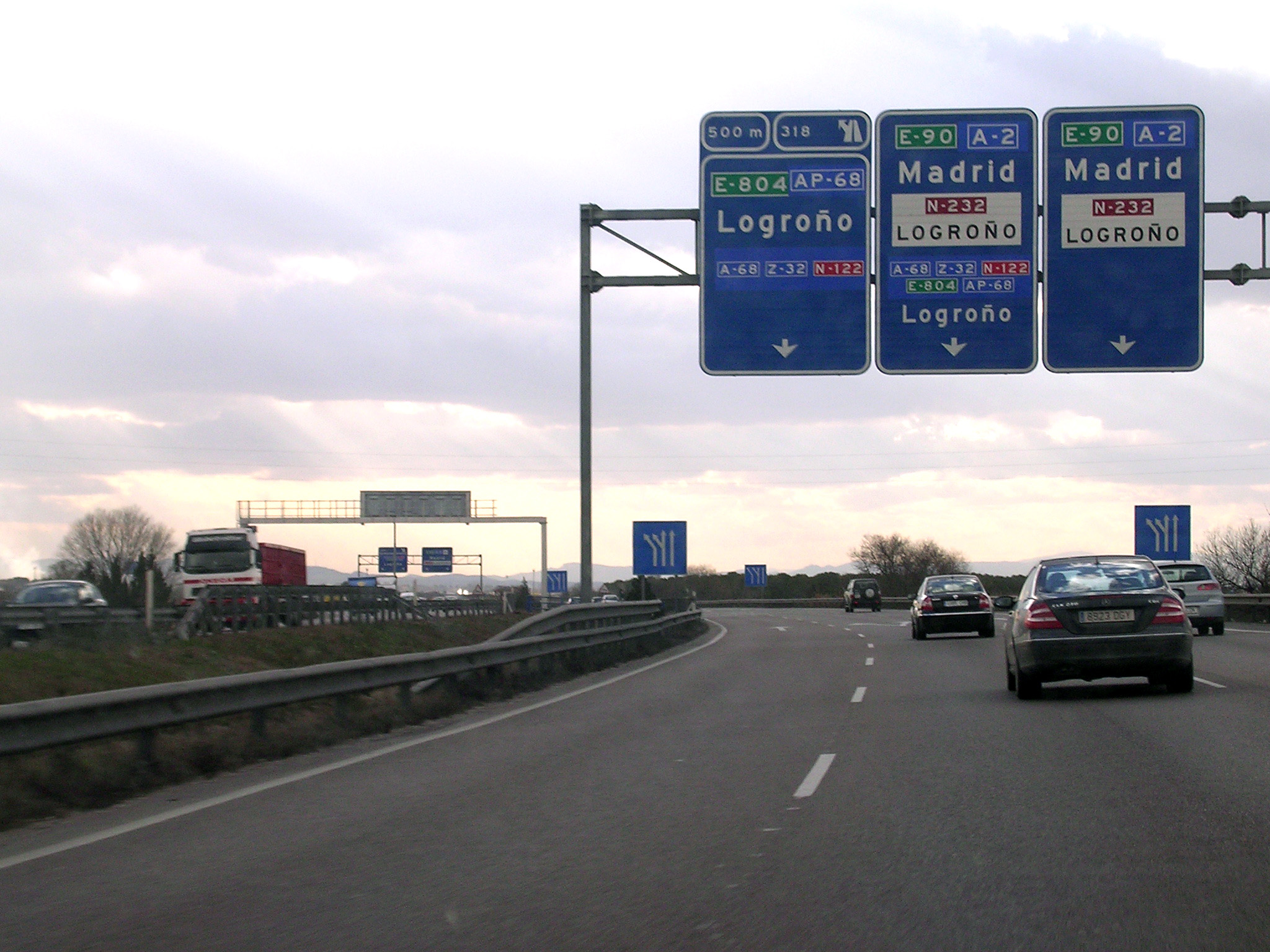
E804 börjar i denna trafikplats vid Zaragoza.

E804 eller Europaväg 804 är en europaväg som går mellan Bilbao och Zaragoza i Spanien. Längd 300 km.

## Sträckning
Bilbao- Logroño - Zaragoza

## Standard
Vägen är motorväg hela sträckan (AP68). 

## Anslutningar till andra europavägar
| - E70 - E5 - E80 |  | - E7 - E90 |